# Falstaff (Herbert von Karajan, 1956)
Falstaff (Herbert von Karajan, 1956) – kompletne nagranie Falstaffa Giuseppe Verdiego zarejestrowane Kingsway Hall w kwietniu i maju 1956 roku. Po raz pierwszy wydane na płytach gramofonowych monofonicznych w tym samym roku nakładem Angel Records.